# Villarramiel
Villarramiel – gmina w Hiszpanii, w prowincji Palencia, w Kastylii i León, o powierzchni 30,26 km². W 2011 roku gmina liczyła 901 mieszkańców.